# Guillaume II de Diest
Guillaume II de Diest ou "Wilhelm von Diest" (13..-1439) fut évêque de Strasbourg de 1393 à 1439.

## Biographie
Désigné le 7 juillet 1393, en compétition avec Burcard de La Petite-Pierre, comme évêque de Strasbourg, il occupera cette fonction jusqu'à l'automne 1439. Il occupe le siège épiscopal sans jamais avoir été prêtre. Il s'acquiert l'hostilité des habitants de Strasbourg par sa politique dépensière, notamment l'engagement des biens du diocèse auprès de seigneurs laïcs. Il est enfermé par les habitants en 1415 pour mettre fin à ces dilapidations, puis il comparait au tribunal d'évêques de Constance qui le disculpe et oblige les habitants de Strasbourg à se réconcilier avec l'évêque. 
Guillaume se fait conférer la prêtrise en 1417 et est sacré évêque en 1420 (soit 27 ans après avoir été nommé).